# Tour de Colombie féminin
Le Tour de Colombie féminin est une course cycliste par étapes colombienne. Après plusieurs tentatives infructueuses pour pérenniser la course, elle est de nouveau programmée en 2016. La première édition est disputée dans le cadre du calendrier national colombien. Mais depuis 2017, la course est incluse au calendrier international de l'UCI, en catégorie 2.2.
Auparavant, une compétition avec la dénomination Primera Vuelta a Colombia Femenina s'était disputée en 1985, en même temps que la troisième édition du Tour de Colombie vétéran. Disputée par dix-huit concurrentes dont l'Américaine Joan Paul, âgée de 53 ans, la compétition voit la domination de Rosa María Aponte, gagnant six des huit étapes et terminant avec plus de cinq minutes d'avance sur sa dauphine Flor Inés López (d) .
Puis de 1987 à 1992, une course par étapes s'est de nouveau disputée. De 1987 à 1989, l'épreuve s'appelle Tour Femenino RCN. À partir de 1990 et ce jusqu'en 1992, la compétition prend pour appellation officielle Tour Femenino RCN-Caja Popular Cooperativa, avec deux sponsors accolés.

## Palmarès 1985-1992
| Année                              | Vainqueur            | Deuxième             | Troisième         |
| ---------------------------------- | -------------------- | -------------------- | ----------------- |
| Primera Vuelta a Colombia Femenina |                      |                      |                   |
| 1985                               | Rosa María Aponte    | Flor Inés López      |                   |
| Tour Femenino RCN                  |                      |                      |                   |
| 1987                               | Jeannie Longo        | Imelda Chiappa       | Cécile Odin       |
| 1988                               | Jeannie Longo        | Cécile Odin          | Virginie Lafargue |
| 1989                               | Ana Lucila Rodríguez | Rasa Polikevičiūtė   | Nelly Alba        |
| 1990                               | Rosa María Aponte    | Ana Lucila Rodríguez | Nelly Alba        |
| 1991                               | Natalya Grinina      | Evelyne Müller       | Nelly Alba        |
| 1992                               | Maritza Corredor     | Nelly Alba           | Rosa María Aponte |

## Palmarès 2016-
| Année | Vainqueur         | Deuxième          | Troisième         |
| ----- | ----------------- | ----------------- | ----------------- |
| 2016  | Cristina Sanabria | Lilibeth Chacón   | Lorena Colmenares |
| 2017  | Cristina Sanabria | Lilibeth Chacón   | Liliana Moreno    |
| 2018  | Cristina Sanabria | Liliana Moreno    | Marcela Prieto    |
| 2019  | Aranza Villalón   | Camila Valbuena   | Natalia Muñoz     |
| 2020  | Miryam Núñez      | Lorena Colmenares | Marcela Hernández |
| 2021  | Lilibeth Chacón   | Aranza Villalón   | Miryam Núñez      |
| 2022  | Diana Peñuela     | Marcela Hernández | Anet Barrera      |
| 2023  | Lilibeth Chacón   | Diana Peñuela     | Cristina Sanabria |
| 2024  | Lilibeth Chacón   | Nadia Gontova     | Estefanía Herrera |
| 2025  | Diana Peñuela     | Jessenia Meneses  | Stefanía Sánchez  |